# Joëlle Mbumi Nkouindjin
Joëlle Mbumi Nkouindjin (ur. 25 maja 1986 w Jaunde) – kameruńska lekkoatletka specjalizująca się w skoku w dal i trójskoku.

## Osiągnięcia
| Rok  | Impreza                          | Miejsce        | Konkurencja | Lokata      | Wynik |
| ---- | -------------------------------- | -------------- | ----------- | ----------- | ----- |
| 2014 | Igrzyska Wspólnoty Narodów       | Glasgow        | Skok w dal  | 11. miejsce | 6,18  |
| 2014 | Igrzyska Wspólnoty Narodów       | Glasgow        | Trójskok    | 7. miejsce  | 13,48 |
| 2014 | Mistrzostwa Afryki               | Marrakesz      | Skok w dal  | 3. miejsce  | 6,25  |
| 2014 | Mistrzostwa Afryki               | Marrakesz      | Trójskok    | 1. miejsce  | 14,02 |
| 2015 | Mistrzostwa świata               | Pekin          | Trójskok    | 26. miejsce | 13,06 |
| 2015 | Igrzyska afrykańskie             | Brazzaville    | Skok w dal  | 1. miejsce  | 6,31  |
| 2015 | Igrzyska afrykańskie             | Brazzaville    | Trójskok    | 1. miejsce  | 13,75 |
| 2016 | Mistrzostwa Afryki               | Durban         | Skok w dal  | 2. miejsce  | 6,39w |
| 2016 | Mistrzostwa Afryki               | Durban         | Trójskok    | 2. miejsce  | 13,37 |
| 2016 | Igrzyska olimpijskie             | Rio de Janeiro | Trójskok    | 36. miejsce | 13,11 |
| 2017 | Igrzyska solidarności islamskiej | Baku           | Skok w dal  | 6. miejsce  | 5,88  |
| 2017 | Igrzyska solidarności islamskiej | Baku           | Trójskok    | 2. miejsce  | 12,84 |

Rekordy życiowe:
- skok w dal – 6,42 – 12 czerwca 2016 w Limbé
- trójskok – 14,16 – 12 lipca 2015 w Jaunde